# طرخان بك
طُرخان بك (بالتركية: Turahan Bey)‏ (يُلفظ اسمه تُورهَان)؛ (بالألبانية: Turhan Bej)‏؛ (باليونانية: Τουραχάνης, Τουραχάν μπέης or Τουραχάμπεης)‏؛ توفي في 1456م) فاتح ثيساليا، وأحد أعظم «أمراء الحدود» العثمانيين في البلقان، وهو ابن «باشا يكن بك». 
كان طرخان بك أحد أبرز «أمراء الحدود» العثمانيين وقائداً عسكرياً بارزاً وحاكم ثيساليا من عام 1423م حتى وفاته في 1456م. شارك في العديد من الحملات العثمانية في الربع الثاني من القرن الخامس عشر، وحارب البيزنطيين وشارك في حملة فارنا الصليبية (بالإنجليزية: Crusade of Varna)‏، كما يُذكر أنه شارك في معركة كوسوفو الثانية 1448م. حوّلت غزواته المتكررة في المورة مقاطعة ديسبوتات المورة إلى التبعية العثمانية ومهدت الطريق لفتحها. 

## تأسيسه مدينة تيرنافوس
في أثناء إدارته لثيساليا، اتخذ طرخان بك العديد من الإجراءات لاستعادة النظام والازدهار في مقاطعته أبرزها تأسيس (أو إعادة تأسيس) مدينة تيرنافوس (باليونانية: Τίρναβος)‏(بالإنجليزية: Tyrnavos)‏ حيث استقرت شعوب جديدة فيها وأحيت الاقتصاد. أحضر 5000 مستوطن تركي استقروا في سلسلة من اثني عشر قرية عبر المقاطعة لتعزيز السيطرة العسكرية العثمانية.
كانت تيرنافوس من قبل مستوطنة رعوية صغيرة، فعمل طرخان بك على جذب وحماية السكان الأرثوذكس اليونانيين المحليين المضطهدين من البيزنطيين الكاثوليك، ومنح المدينة امتيازات خاصة مثل الوضع الإداري الخاص مثل الوقف والإعفاءات الضريبية وحظر القوات العثمانية من المرور عبر المدينة.
كان أيضًا أول من أسس ميليشيا يونانية للمناطق الجبلية الفوضوية في وسط اليونان، ووضع الأساس للحكم العثماني في المنطقة لعدة قرون بعدها.